# La Bible infernale
La Bible infernale (The Art of Hellboy) est un artbook de Mike Mignola consacré à son travail sur sa série Hellboy.

## Contenu
Cet artbook est composé de nombreux dessins de Mike Mignola. Exceptée l'introduction, tout le livre est consacré à l'univers de la série Hellboy (bandes dessinées, romans, produits dérivés,…). Il ne comporte aucun texte; seules les légendes apportent quelques informations sur le contexte des dessins.
Les illustrations, majoritairement classées par ordre chronologique (il débute par le premier portrait d'Hellboy, réalisé en 1991, et les études préliminaires de personnages) sont de nature diverse :
- extraits de carnets, croquis… ;
- illustrations, peintures (à l'encre et l'aquarelle) ;
- essais de découpages ;
- vignettes, extraits de planches, ou planches entières (à divers stades d'avancement…) ;
- dessins abandonnés.

## Commentaires
- Ce volume est la version française de l'ouvrage The Art of Hellboy.
- Il est dédié à Christine Mignola, la femme de l'auteur, «  sans qui tout cela n'aurait pas été possible  ».
- Une introduction est rédigée par Scott Allie, éditeur de la série Hellboy, qui revient sur son appréciation du travail de Mike Mignola, sa rencontre avec l'auteur et leur méthode de travail.

## Publication
- The Art of Hellboy (Dark Horse, 2003)
- Delcourt (collection « Contrebande »), 2011